# Бёрнс, Бобби
Бобби Бёрнс — бывший басист Soulfly, гитарист Primer 55.

## Биография
Бобби Бёрнс в 1997 году основал рэпкор группу Primer 55 вместе с вокалистом Джейсоном Луттреллом. В Primer 55 Бёрнс играет на гитаре и исполняет партии бэк-вокала. За годы существования коллектив записал 4 альбома, один из которых попал на 102 место в чарте Billboard.
В 2003 году Primer 55 распались и Бобби Бёрнс присоединился к Soulfly в качестве басиста. В 2007 он возродил Primer 55, которая в том же году записала и выпустила четвёртый альбом. В июле 2010 года Бёрнс ушёл из Soulfly. В том же году он основал группу Killer In The Workplace. Осенью 2010 группа съездила в турне по США. А в 2011 году музыканты выпустили дебютный одноимённый альбом.

## Дискография

### Primer 55[англ.]
- As Seen On TV (мини-альбом) (1999)
- Introduction To Mayhem (2000)
- (the) New Release (2001)
- Family For Life (мини-альбом) (2007)
- The Big Fuck You (сборник) (2012)

### Soulfly
- Prophecy (2004)
- Dark Ages (2005)
- Conquer (2008)
- Omen (2010)

### Killer In The Workplace
- Killer In The Workplace (2011)